# 무코노소역
무코노소역(일본어: 武庫之荘駅, むこのそうえき)은 일본 효고현 아마가사키시에 있는 한큐 전철의 역이다. 고베 본선 역 번호는 HK-07이다.

## 역사
개업 당초 역명은 가명 혼용에서 "무코노소(武庫ノ荘)"라고 표기되고 있었지만, 한큐 전철 창시자 고바야시 이치조가 "한자와 가나를 혼용하는 것은 좋지 않다"라는 의견으로, 후에 모두 한자를 사용하여 "무코노소(武庫之荘)"로 표기하게 되었다.
- 1937년 10월 20일: 한신 급행 전철(현, 한큐 전철) 고베 본선 쓰카구치 역 ~ 니시노미야키타구치 역간 신설 개통.
- 1970년 4월: 무코노소 남부 토지 구획 정리 사업에 따라 역 남쪽 개찰구 개설.
- 1982년 2월 8일: 다이아 개정으로 평일 아침 러시 아워에 당 역 시발 보통 우메다행이 1편 설정되는[1].
- 1995년 6월 12일: 다이아 개정으로 평일 아침 러시아워의 우메다 행만 출근 급행 정차역이 됨.
- 2001년 3월 10일: 다이아 개정으로 평일 저녁 러시아워의 산노미야 행도 통근급행 정차역이 됨.
- 2011년
  - 4월 1일: 승강장 번호가 설정됨.
  - 4월 2일: 배리어 프리화 공사 준공. 상하행선 승강장 사이를 연결하는 과선교, 과선교 상부와 승강장을 연결하는 구내 엘리베이터(상하행선 각 1기) 신설. 하행선 승강장에 오스토 메이트 대응 다기능 화장실 신설. 남쪽 개찰구로 구외 엘리베이터 신설.
- 2013년 12월 21일: 역 번호(HK-07) 도입.

## 역 구조
상대식 승강장 2면 2선의 지상역이다. 분기기, 절대 신호가 없어 정류장으로 분류된다. 원래 대피선 설치를 고려한 역 구조에서 역 부지나 승강장의 끝에 그 자취가 있지만 대피선을 설치한 적은 없다.
역사는 고베 산노미야 방향에 위치하고, 하행선 쪽이 미나미구치, 상행선 쪽이 기타구치이다. 모두 지상 역사로 각 승강장 사이는 지하도 및 엘리베이터 병설 과선교에 의하여 연결되고 있다. 또한, 이 밖에도 아마가사키 시가 관리하는 지하 자유 통로와 유료 주차장이 설치되어 있다.
화장실은 북쪽 개찰구 내부와 하행선 승강장 산노미야 방향에 설치되어 있고, 다기능 화장실을 병설한다.

### 승강장
| 번호 | 노선        | 방향 | 행선                                                           |
| ---- | ----------- | ---- | -------------------------------------------------------------- |
| 1    | ■ 고베 본선 | 하행 | 니시노미야키타구치・고베 (산노미야)・신카이치・다카라즈카 방면 |
| 2    | ■ 고베 본선 | 상행 | 오사카 (우메다)・주소・이타미・교토・기타센리 방면             |

- 우등 열차는 통근급행이 정차한다. 또, 평일 아침 러시아워에는 당역발 보통 우메다 행이 1편성 설정되어 있다.

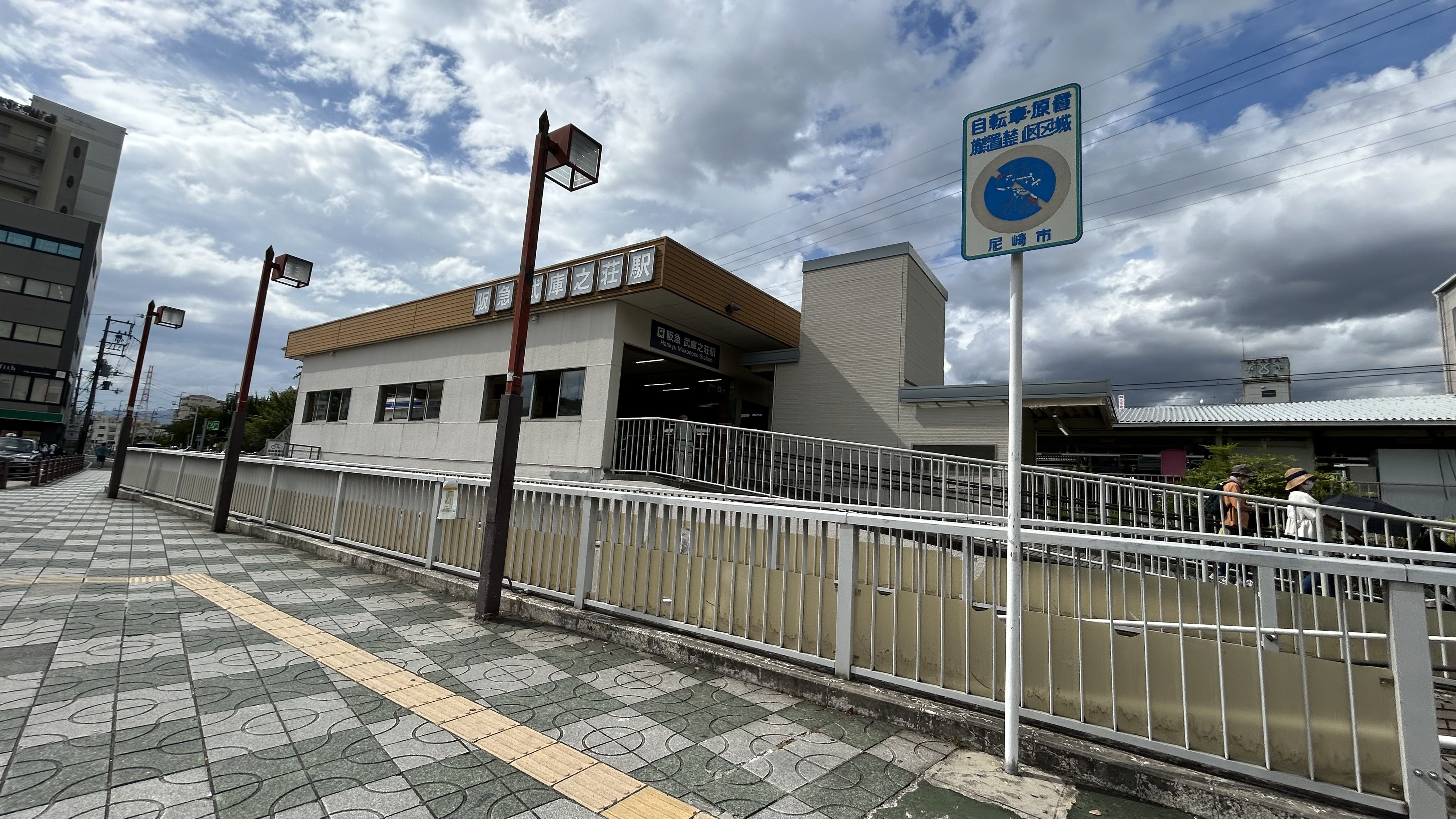
남쪽 출구
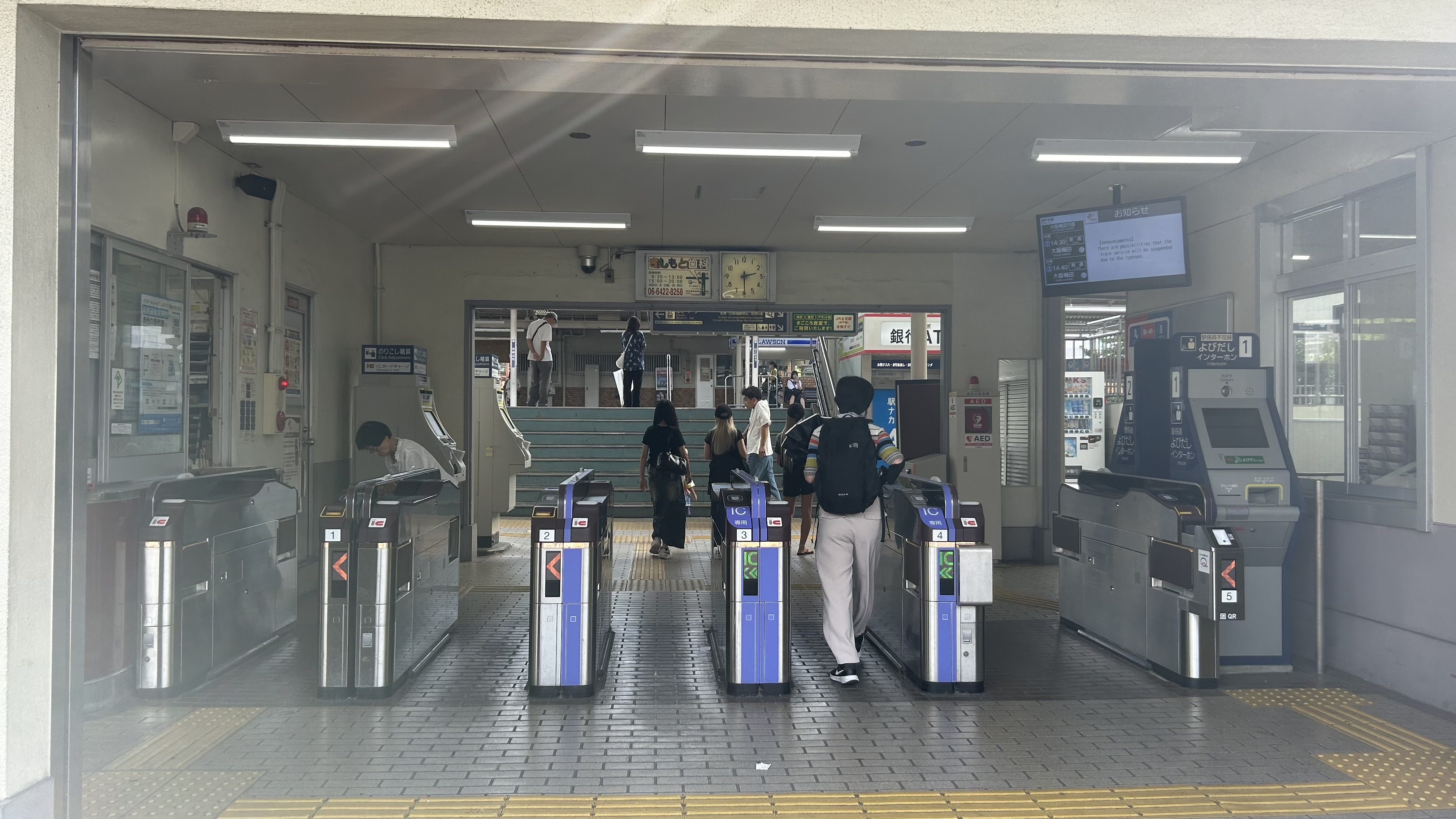
북쪽 개찰구
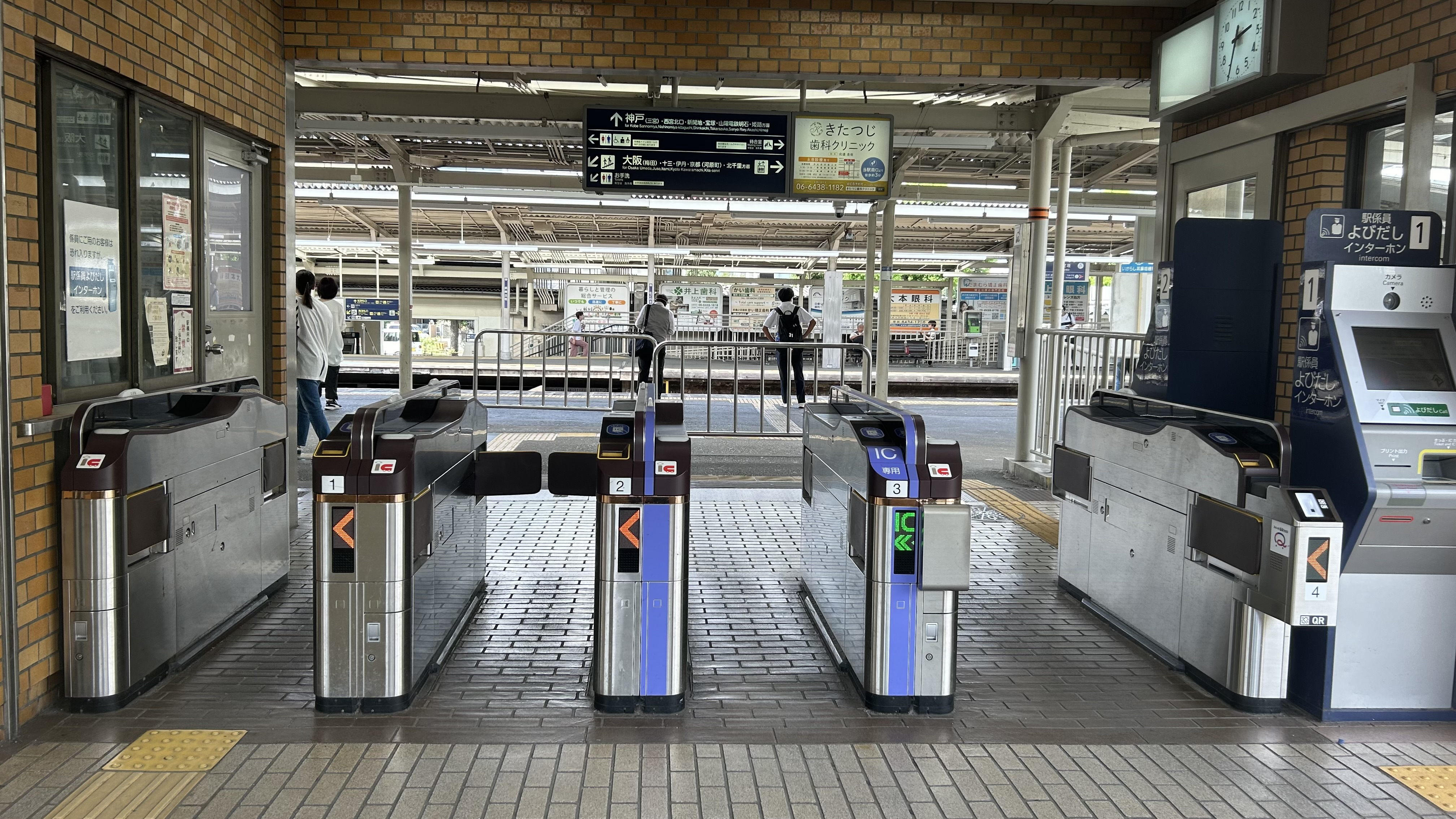
남쪽 개찰구

## 역 주변
한큐 전철이 총 면적 6만평의 주택지를 팔려고 역을 설치한 바 있고, 역 주변은 한신칸 모더니즘의 모습을 남긴 주택지이다. 역 북쪽과 남쪽이 역에서 200m권 내에 신호기가 설치되지 않았다. 역 부지 내와 철로 변에는 벚꽃이 정비되어 있다.
한큐 고베 본선에서 개설 초기부터 역전 로터리가 설치된 유일한 역이며 역 남쪽의 야마노테 간선까지 가로수 길, 롯코 산계가 아이스의 톱인 역 북쪽 수로 변의 길이 각각 거리 중심가이다.
주변에 주차장이 충분히 정비되지 않은 것도 있고 방치 자전거가 많은 역으로 조사 결과가 발표되었다.
- 아마가사키 시립 기타 도서관
- 아마가사키 시립 다치바나니시 초등학교
- 오이도 공원
- 니시무코 공원[3](교통 공원, 벚꽃의 명소) - 북문에서 한신 버스로 약 8분 "니시무코 공원" 하차.
- 독립 행정 법인 고령・장애・구직자 고용 지원 기구 효고 지부 - 북문에서 한신 버스로 약 10분 "무코유타카초" 하차.
  - 효고 직업 능력 개발 촉진 센터(폴리테크 센터 효고)
- 시티 스포츠 클럽 아마가사키 WOODY
- 아마가사키 시립 소비 생활 센터 - 남쪽 출입구에서 남쪽으로 도보 5분.
- 아마가사키 시 여성 센터 토레피에 - 남쪽 출입구에서 남쪽으로 240m.
- 고베 지방 법원 아마가사키 지부 - 남쪽 출구에서 도보 15분 또는 한신 버스로 약 4분 "법원" 하차.
- 아마가사키 간이 재판소
  - 고베 가정 법원 아마가사키 지부
  - 고베 지검 아마가사키 지부
  - 아마가사키 구 검찰청
  - 니시미야 구 검찰청
- 간사이 노재 병원 - 남쪽 출입구에서 한신 버스로 약 10분 "노재 병원" 하차.
- 휴일 야간 응급 진료소 - 남쪽 출입구에서 남쪽으로 700m 또는 한신 버스 "미나미무코노소 3초메" 하차.
- 아마가사키 구강 위생 센터 - 남쪽 출입구에서 남쪽으로 도보 7분.
- 산업 기술 단기 대학
- 아마가사키 시립 아마가사키 고등학교
- 효고 현립 무코노소 종합 고등학교

## 버스 노선
역의 남북 양쪽에 로터리가 있으며, 한신 버스가 운행되고 있다. 이타미 다치바나선을 제외한 모든 노선이 아마가사키 시내선이다.
| 승강장 | 승강장 | 계통              | 목적지                      | 비고               |
| ------ | ------ | ----------------- | --------------------------- | ------------------ |
| 북쪽   | 1      | 45                | 무코 영업소                 |                    |
| 북쪽   | 1      | 46                | 무코 영업소                 |                    |
| 북쪽   | 2      | 40                | 미야노키타 단지             |                    |
| 북쪽   | 2      | 41                | 미야노키타 단지             |                    |
| 북쪽   | 2      | 41-2              | 미야노키타 단지             | 평일만 운행        |
| 북쪽   | 3      | 48                | JR 아마가사키               |                    |
| 북쪽   | 3      | 48-2              | JR 아마가사키               | 낮에만 운행        |
| 북쪽   | 3      | 이타미 다치바나선 | JR 다치바나                 | 낮에만 운행 한신선 |
| 북쪽   | 3      | 이타미 다치바나선 | 가나이초                    | 한신선             |
| 남쪽   | 4      | 15                | 한신 아마가사키             |                    |
| 남쪽   | 4      | 47                | 무코가와                    |                    |
| 남쪽   | 4      | 47-2              | 무코가와                    | 낮에만 운행        |
| 남쪽   | 4      | AD1               | 아마가사키 드라이브 학교 앞 |                    |
| 남쪽   | 5      | 43 43-2           | 한신 아마가사키             |                    |
| 남쪽   | 5      | 49                | 한신데야시키                |                    |
| 남쪽   | 5      | 55                | JR 아마가사키               |                    |
| 남쪽   | 6      | 43                | 미야노키타 단지             |                    |
| 남쪽   | 6      | 43-2              | 무코 영업소                 |                    |
| 남쪽   | 6      | 47 47-2 AD1       | 무코 영업소                 | 낮에만 운행        |

## 사진

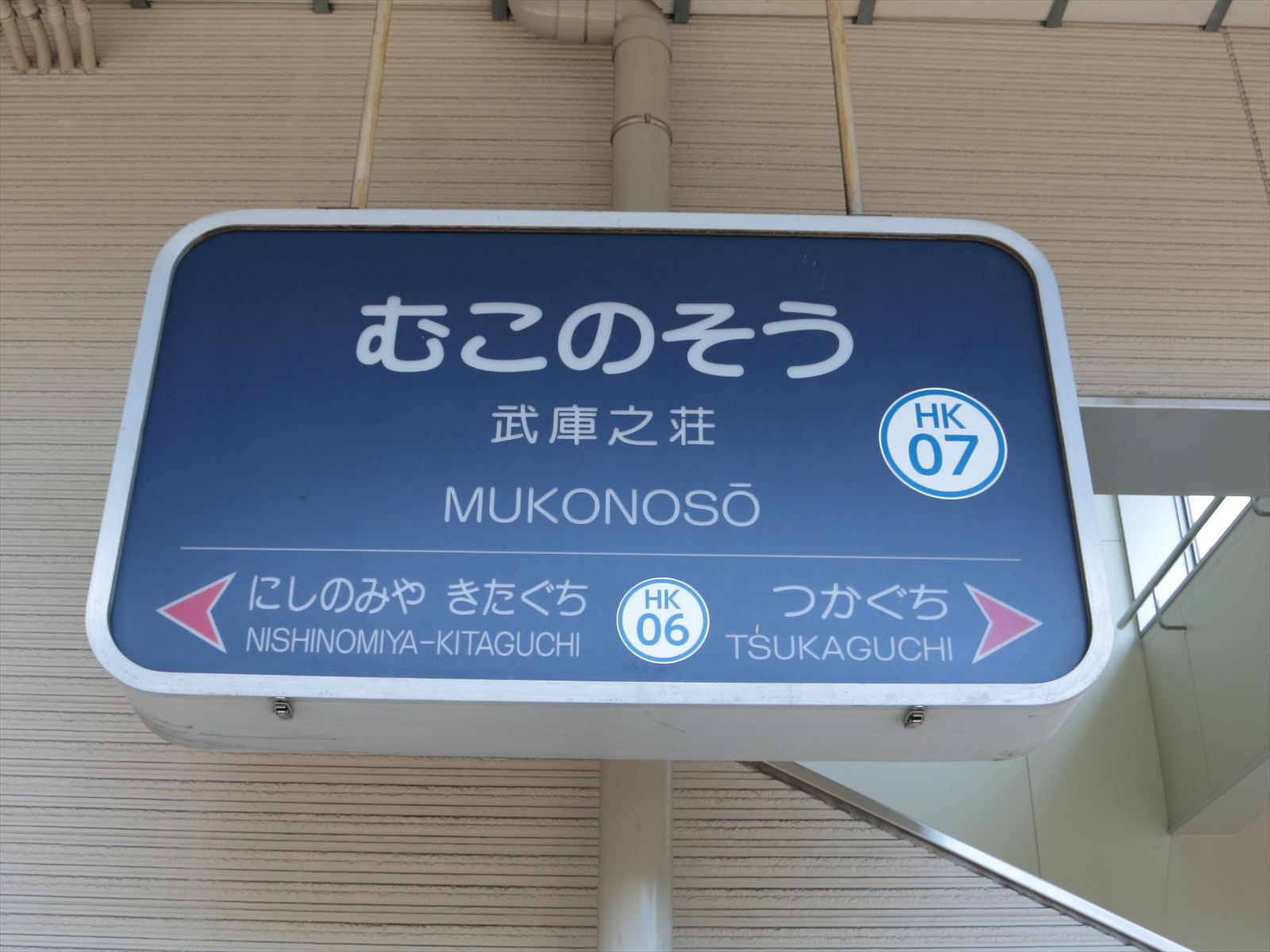
역명판
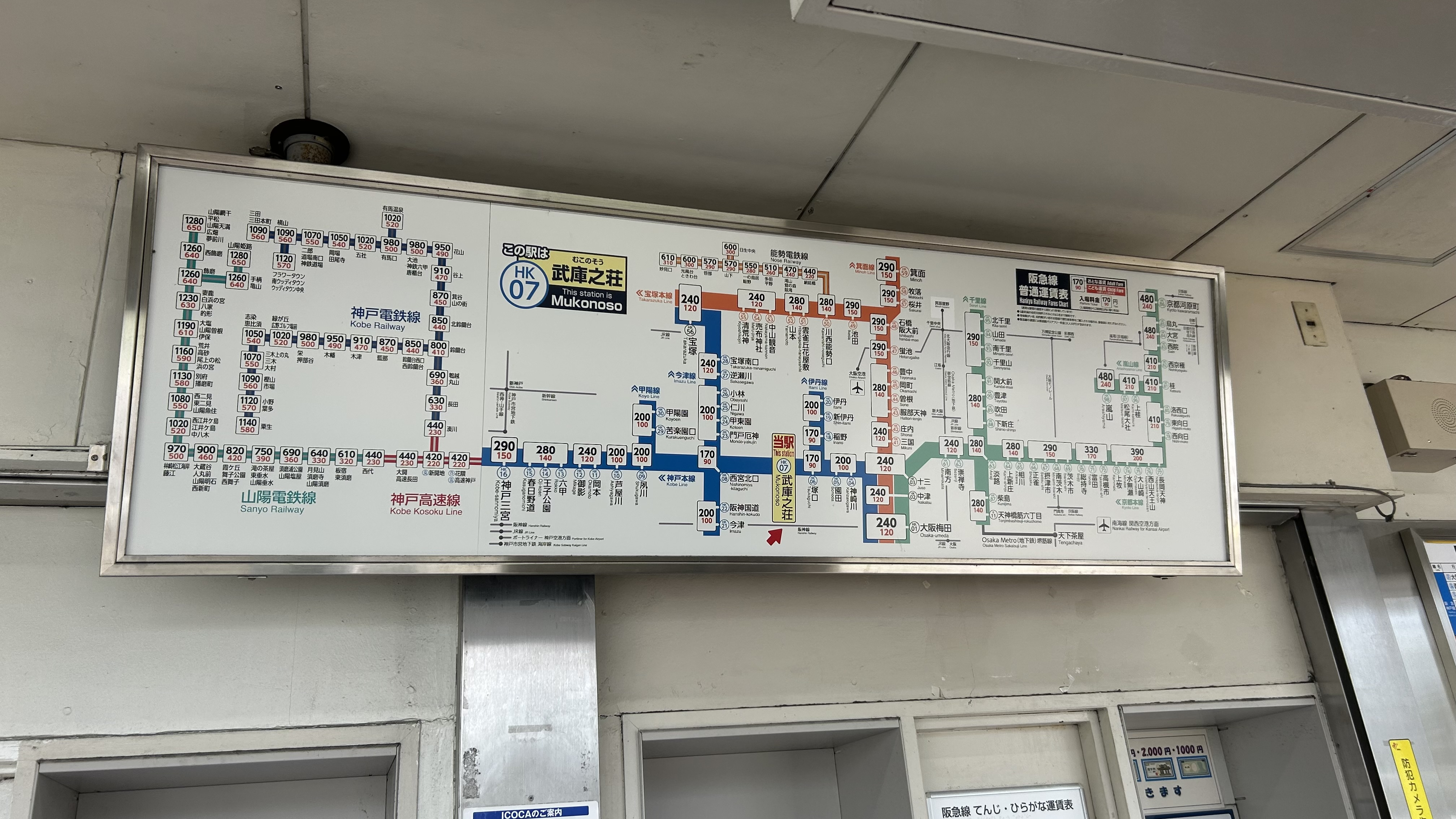
운임표
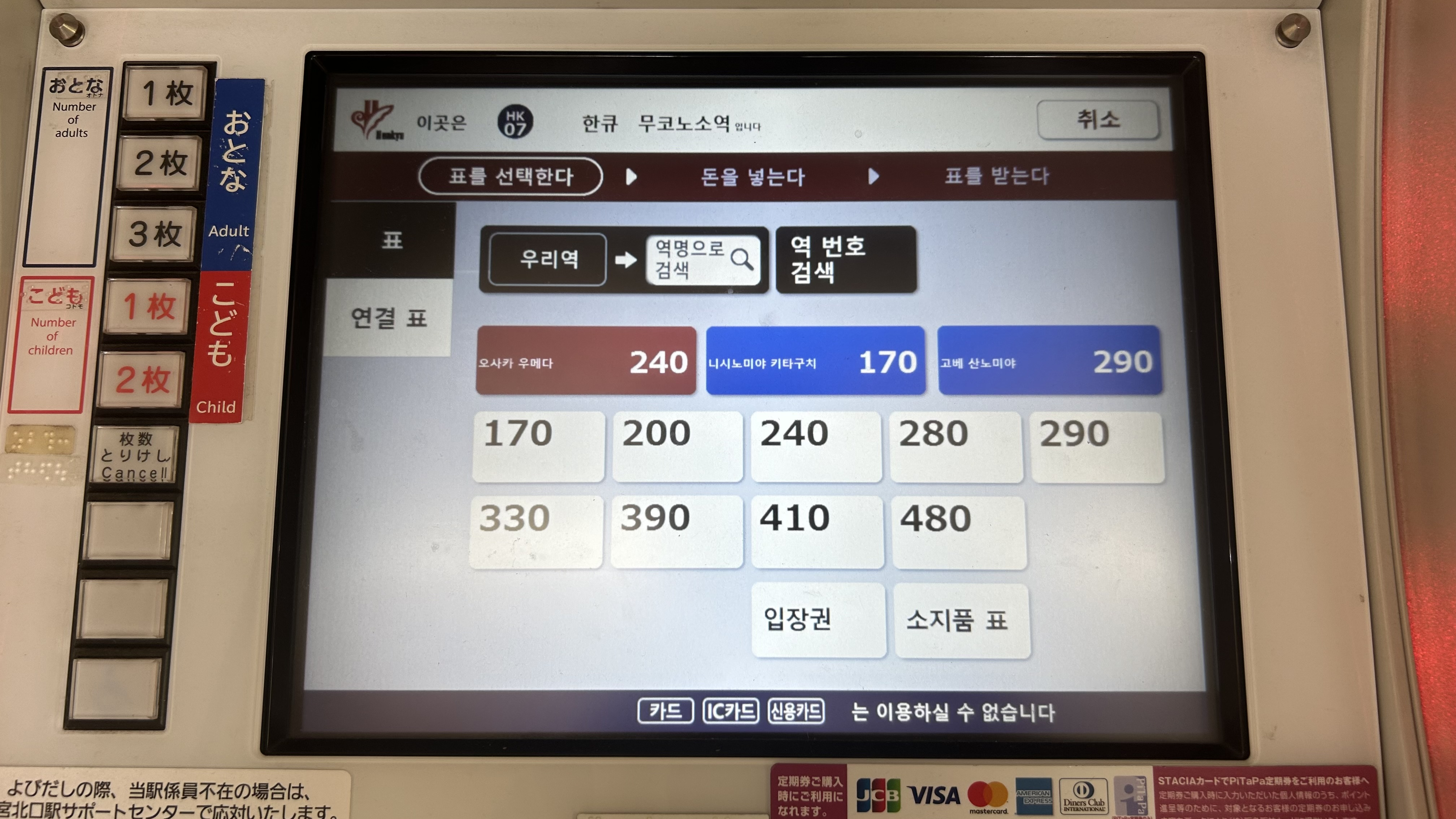
발매기 화면
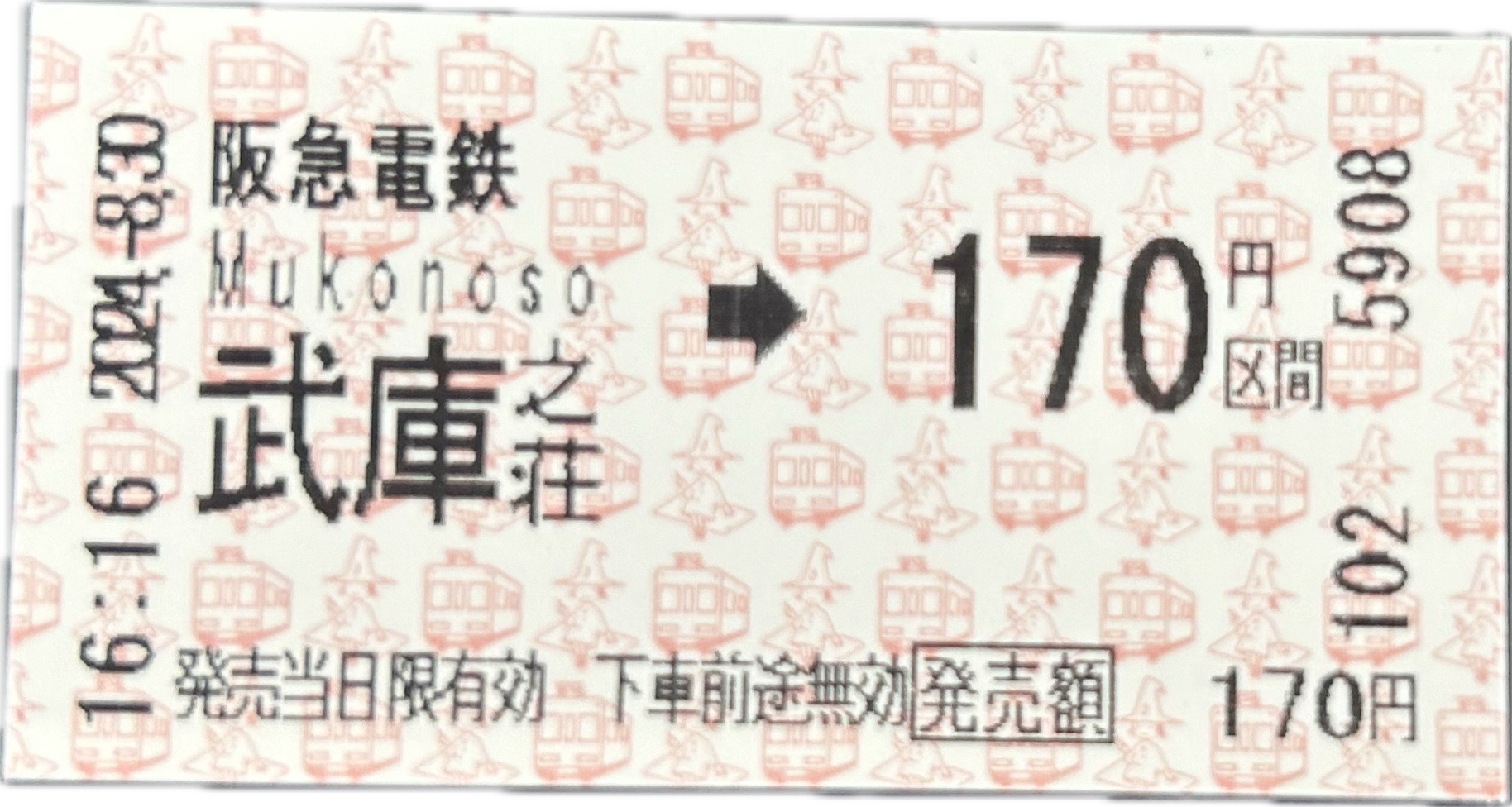
표

## 인접역
| 한큐 전철 ■ 고베 본선      | 한큐 전철 ■ 고베 본선 | 한큐 전철 ■ 고베 본선                                 |
| -------------------------- | --------------------- | ----------------------------------------------------- |
| HK-06 쓰카구치 우메다 방면 | ■ 통근급행 ■ 보통     | 니시노미야키타구치 HK-08 신카이치・고베 산노미야 방면 |